# Малое Савино (Пермский край)
Малое Савино — деревня в Пермском районе Пермского края. Входит в состав Савинского сельского поселения.

## География
Расположена на левом берегу реки Нижняя Мулянка, примерно в 6 км к юго-западу от административного центра поселения, деревни Песьянка.

## Население
| 2010 |
| ---- |
| 29   |

## Улицы
- Гляденовский пер.
- Молодёжная ул.

## Топографические карты
- Лист карты O-40-76 Юго-камский. Масштаб: 1 : 100 000. Состояние местности на 1983 год. Издание 1984 г.